# Furgler
 El Furgler (también Großer Furgler, 3,004  metro (AA) ) es una de las montañas más visitadas de los Alpes Samnaun en el estado austríaco del Tirol. El complejo turístico de Serfaus, que se encuentra en las inmediaciones, a menudo es escogido como punto de partida para los recorridos por la montaña. 
El área de esquí de Serfaus-Fiss-Ladis discurre cerca de la montaña, lo que hace que sea mucho más fácil de escalar. Los puntos de inicio aquí son las estaciones intermedias o superiores del ascensor Komperdell en Lazidkopf. 
Se puede subir desde el ascensor por uno de los dos caminos marcados : 
- La ruta del norte va desde la estación central (1,980  m) a lo largo del camino de larga distancia no. 702 pasado el Furglersee (2,458  m ), hacia el oeste a través del valle de Furgler, sobre el collado de Furglerjoch (2,748  m) y a lo largo de la arista norte hasta la cruz de la cumbre.
- La ruta sur va desde la estación superior de Lassida (2,351  m) sobre el Böderköpfe al Scheid (2,429  m ), continúa hacia el lago Tieftalsee (2,783  m) y circunnavega este hacia el suroeste antes de llegar a la cumbre.

Ambas rutas se pueden combinar en una travesía (que dura unas 5,5 horas). Subiendo la ruta sur, la ascensión es un poco más fácil que por la ruta  norte. No se necesita equipo especial de escalada, pero se requiere buen calzado. 
- Otro ascenso va desde el refugio Ascher sobre el Furglerjoch hasta la cima (ca. 4 horas).

En invierno, el Furgler es una popular montaña de esquí de montaña. 

## Cumbre
Hay una cruz de la cumbre en la parte superior del Furgler que se erigió en 1988, reemplazando la primera cruz colocada en 1957. Tiene aproximadamente nueve metros de altura, es de madera y se fija con ocho cables. Dos placas conmemorativas recuerdan estos eventos: "Heiliges Kreuz sei unsere Fahne in dem Kampf und jeder Not die uns wecke die uns mahne treu zu sein bis in den Tod" (Errichtet von den Burschen und den Männern von Serfaus, 1957) y "Neu errichtet 1988 - Allen Helfern y Spendern Dank und Gottes Segen ". La traducción es: "La Santa Cruz sea nuestro estandarte en la batalla y cada adversidad que nos acontece que nos exhorte a ser fieles a la muerte" (erigido por los niños y hombres de Serfaus, 1957) y "Recién erigido en 1988 - Gracias y Dios bendiga a todos los que ayudaron y donaron ". 
En otra placa conmemorativa, Siegmund Oberacher (nacido el 16 de noviembre de 1944, fallecido el 23 de marzo de 1997) es recordado por miembros del Serfaus Mountain Rescue y por su familia: "Wenn Du erschöpft bist, suche neue Kräfte in den Höhen der Berge, wo Du Gott und dir selber am nächsten sein kannst. Je höher man steigt, umso klarer wird das Wasser, umso reiner der Schnee, umso leuchtender das Himmelszelt. "Ein jeder Tag ist wie ein kleines Jahr und jede Stunde Bergeinsamkeit ist Ewigkeit". La traducción es: "Cuando estés exhausto, busca nuevas fuerzas en las alturas de las montañas donde puedes estar más cerca de Dios y de ti mismo. Cuanto más alto subas, más clara es el agua, más pura es la nieve, más brillante es el cielo. Cada día es como un año y cada hora de soledad en la montaña es la eternidad ".
Cuando hace buen tiempo, hay una vista panorámica desde la cumbre de innumerables cumbres alpinas. 

## Galería

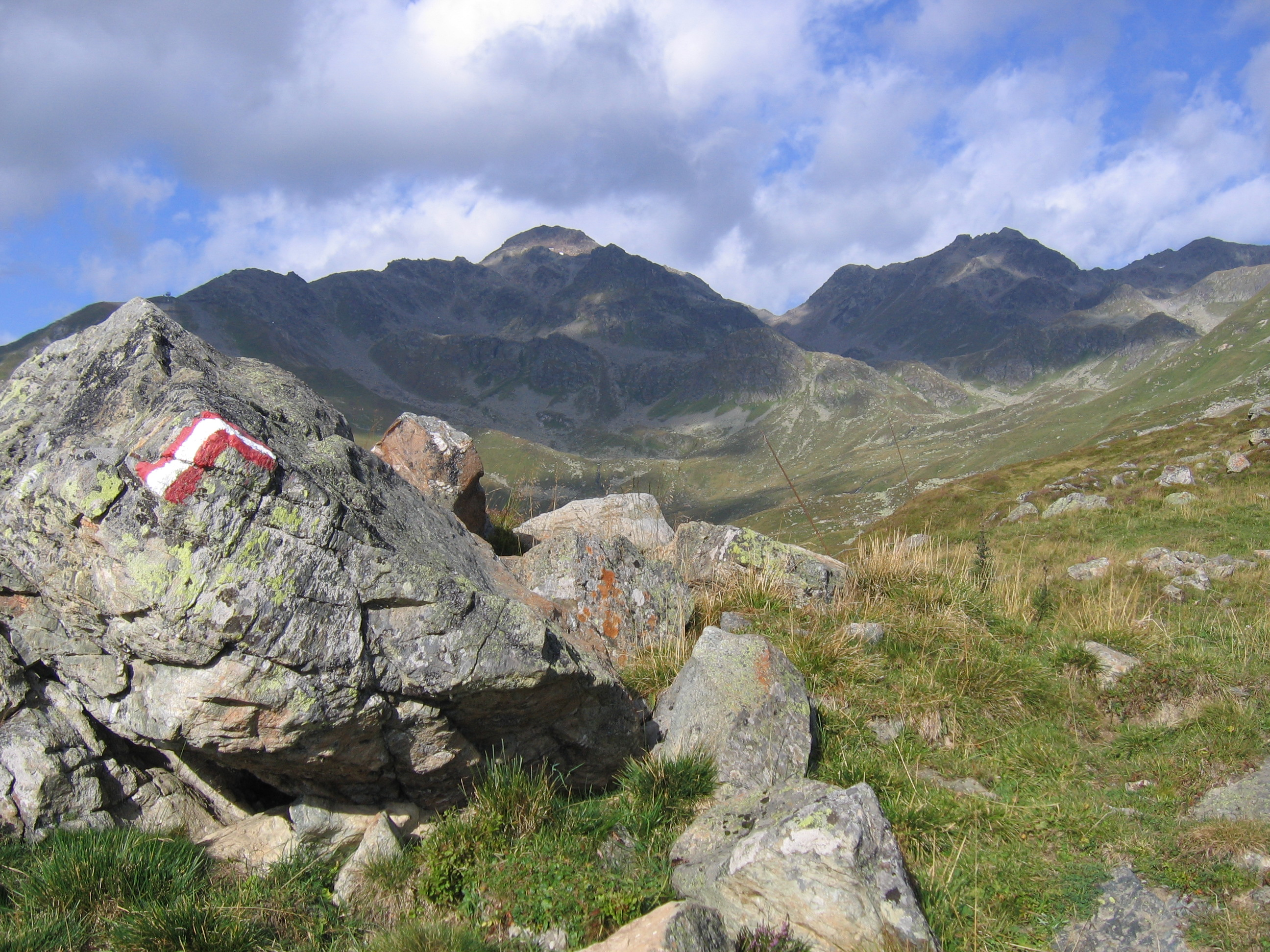
El Furgler (izquierda) visto desde el Kölner Haus
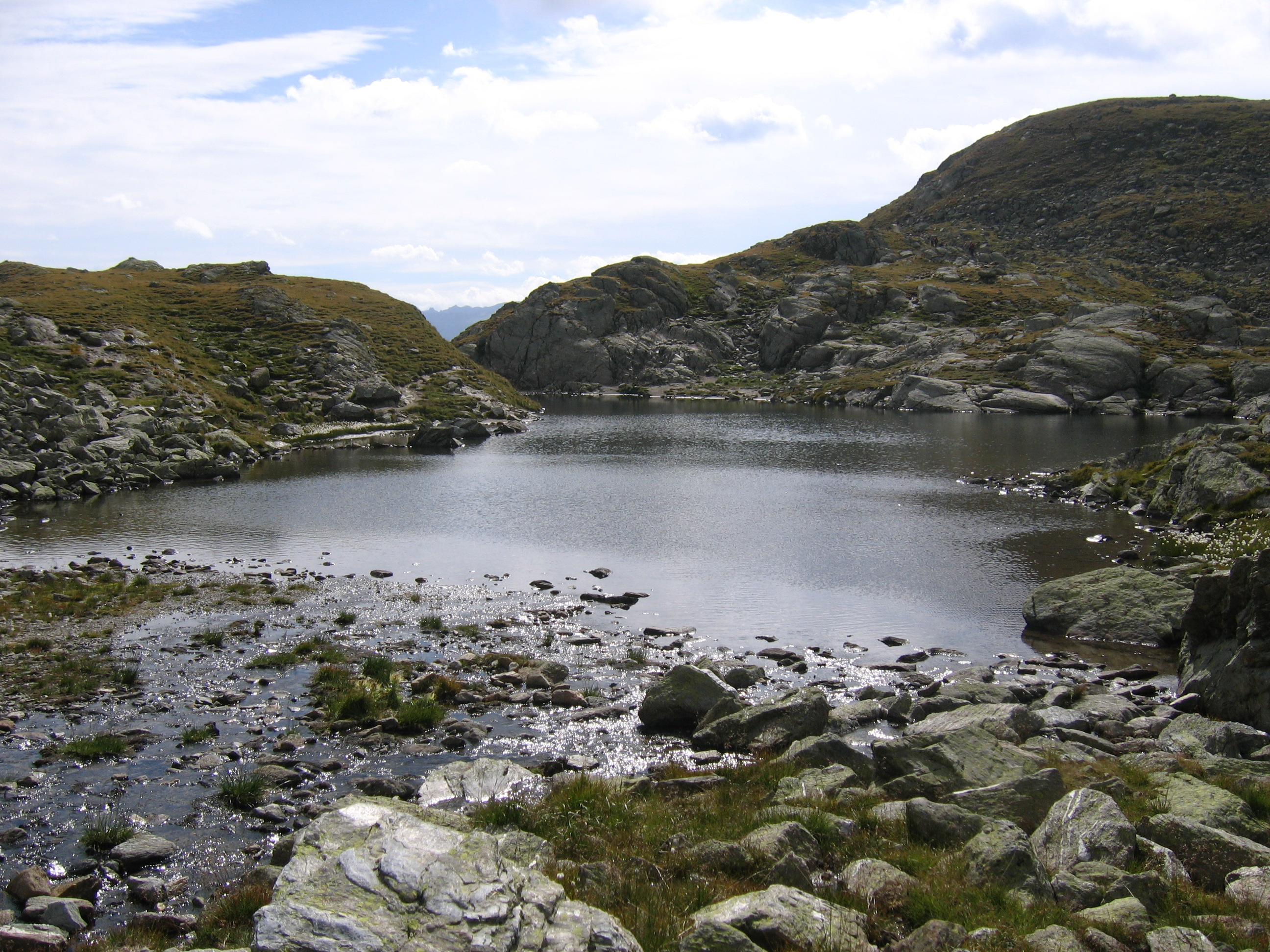
El lago de Furglersee
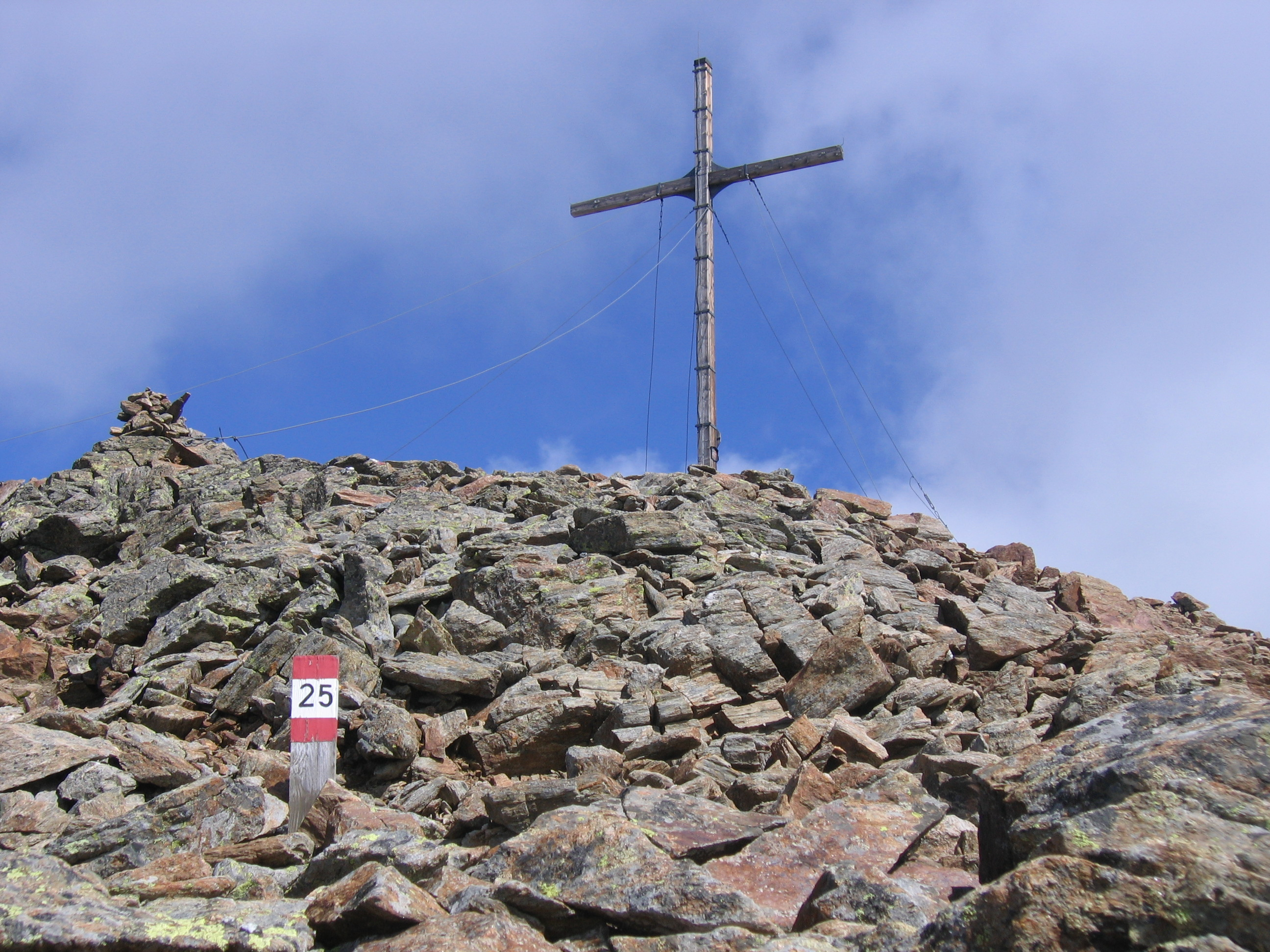
La cruz de la cumbre en el Furgler
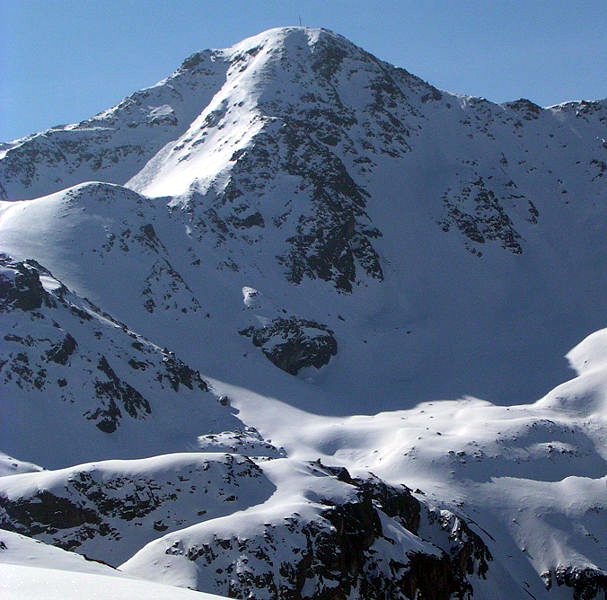
El Furgler en invierno desde el norte

## Literatura
- Paul Werner; Ludwig Thoma (1982),  Deutscher Alpenverein; Österreichischer Alpenverein; Alpenverein Südtirol, eds., Alpenvereinsführer Samnaungruppe (en alemán) (2 edición), München: Rother, pp. 150-152, ISBN 3-7633-1241-2.